# Jean-François Defermon
Pour les articles homonymes, voir Defermon.
Jean-François Defermon des Chapelières, né le 4 mai 1762 à Châteaubriant et mort le 5 juillet 1840 à Saint-Jean-sur-Erve, est un homme politique français, préfet et député français sous le Premier Empire.

## Biographie

### Ancien Régime
Jean-François Defermon est le fils de Jacques Defermon, sieur des Chapellières, avocat, alloué puis maire de Châteaubriant, décédé en 1782, et de Marie Lambert. Il épouse Marie Angélique Even, fille d'un capitaine de vaisseau de la Compagnie des Indes. De leur mariage est issu Emmanuel Defermon, né en 1799 à Laval, qui sera sous-préfet de l'arrondissement de Château-Gontier. Il est également le beau-père de l'amiral de France François Thomas Tréhouart et de Jean-Baptiste Bidault de Frétigné, ainsi que le grand-père de Jean Albert Riondel.
«Il entre au séminaire de Nantes puis il renonce». Il devient avocat au parlement de Rennes le 3 août 1786, où son frère, Jacques Defermon, est procureur.

### Révolution française
Avoué près du tribunal du district de Rennes, il fut nommé, le 5 août 1792, cinquième juge au  tribunal du district de Laval en 1792.
Il fut révoqué par François-Joachim Esnue-Lavallée, le 3 octobre 1793. Compromis pour la part qu'il avait prise au mouvement fédéraliste, et pour sa parenté avec le député, qui s'était caché depuis sa condamnation, il s'enfuit lui-même. Il se fit arrêter aux environs de Dol et fut réclamé par le Comité révolutionnaire de Laval « attendu qu'il doit payer de sa tête le mal qu'il a fait ». Le 21 janvier 1794, René-François Bescher procédait à son interrogatoire et faisait prendre un arrêté qui l'envoyait devant le tribunal révolutionnaire de Paris. Incarcéré, et transféré à Paris en 1794 pour fédéralisme. Condamné à mort, il ne doit son salut qu'à la chute de Robespierre en thermidor, qui retarde l'exécution du jugement. En l'an IV, il devient procureur-syndic au sein du même district.
Rentré à Laval, il est nommé agent national au même district le 13 floréal, par les représentants du peuple. Il dépose contre les terroristes. Il alla à Paris au mois de juin 1795 exposer l'état critique du département. Il devient en l'an III procureur syndic, puis assesseur du juge de paix.
Rallié à Napoléon Bonaparte, il devient le 6 floréal an VIII (26 avril 1800) secrétaire général de la préfecture de la Mayenne.

### Premier Empire
Désigné par le Sénat conservateur, aux Élections législatives de 1803, le 18 brumaire an XII (10 novembre 1803), pour représenter la Mayenne au Corps législatif, il y siège jusqu'au 1er juillet 1808.
Le 13 avril 1809, il est nommé préfet des Hautes-Alpes puis passe à la préfecture de l'Yonne le 12 mars 1813. Sous l'occupation de 1814, il est nommé président du Conseil administratif départemental par le baron Ferdinand d'Ulm, gouverneur général au nom de l'empereur d'Autriche. Il perd son poste au retour du roi le 10 juin 1814. Le baron d'Ulm, gouverneur général de l'Aube et de l'Yonne, le nomme président du Conseil administratif de l'Yonne le 20 avril 1814. Pendant les Cent-Jours, il est nommé préfet du Var le 22 mars 1815. Destitué le 10 juillet 1815, sa carrière politique s'interrompt avec la chute de l'Empire. Il est désigné comme un des grands notables du Premier Empire du département de la Mayenne.

### Monarchie de Juillet
Il est nommé par ordonnance du gouvernement de la monarchie de Juillet, le 7 janvier 1831, membre du conseil général de la Mayenne.

## Distinctions
Jean-François Defermon est fait baron de l'Empire le 14 avril 1810, et chevalier de la Légion d'honneur le 30 juin 1811